# Travertin
Travertin je vrsta sedimentne kamnine, ki je sestavljena iz kalcijevega karbonata. Na videz je podoben lehnjaku, a je od njega manj porozen. Travertin se izloča v pasovih, najpogosteje pa se dela v toplih vodnih izvirih in v rekah. Največ te kamnine je nastalo v kvartarju, danes pa ga največ pridobivajo za gradbeni material v Italiji, kjer je še posebej pogost v Toskani ter v Tivoliju, kjer ga že od časov antičnega Rima kopljejo v slapovih Tibere. Od tod izvira tudi ime kamnine, ki je bila v antiki poznana pod imenom lapis tiburtinus (kamen iz Tibere).
Podobne (vendar mehkejše in izjemno porozne) usedline, ki nastanejo iz vode pri sobni temperaturi, so znane kot lehnjak.

## Definicija
Travertin je sedimentna kamnina, ki nastane s kemičnim obarjanjem mineralov kalcijevega karbonata iz sladke vode, običajno v izvirih, rekah in jezerih, to je iz površinskih in podzemnih voda. V najširšem smislu travertin vključuje nahajališča v toplih in hladnih izvirih, vključno s porozno, gobasto kamnino, znano kot lehnjak in tudi jamske značilnosti, znane kot speleoteme (ki vključujejo kapnike). Kalkret, ki je kalcijev mineral, odložen kot horizont v profilu tal, se ne šteje za obliko travertina.
Travertin je pogosto definiran v ožjem smislu kot gosta kamnina, včasih masivna, pogosteje trakasta ali z vlaknasto notranjo strukturo, odložena v vročih vrelcih. V tem ožjem smislu se travertin razlikuje od speleotemov in lehnjaka. Travertin je včasih opredeljen glede na njegov izvor, kot kamnina, ki nastane z anorganskim obarjanjem mineralov kalcijevega karbonata na površino po izmenjavi ogljikovega dioksida med ozračjem in podtalnico. Kalkret, jezerski laporji in jezerski grebeni so izključeni iz te definicije, vendar so vključeni tako speleotemi kot lehnjak.
Sveži travertini se zelo razlikujejo po svoji poroznosti, od približno 10 % do 70 %. Starodavni imajo lahko poroznost le 2 % zaradi kristalizacije sekundarnega kalcita v prvotnih prostorih por, medtem ko ima nekaj svežega aragonitnega travertina v Mammoth Hot Springsu v Wyomingu poroznost večjo od 80 %. Poroznost približno 50 % je značilna za travertin iz hladnih izvirov, medtem ko imajo travertini iz vročih izvirov povprečno poroznost približno 26 %. Speleotemi imajo nizko poroznost, manjšo od 15 %.

## Površinske oblike
Travertin tvori značilne reliefne oblike:
- Izvirske gomile so kupole iz travertina, visoke od manj kot meter do več kot 100 metrov, ki obdajajo odprtino izvira. Ker je odprtina izvira nad tlemi, je za nastanek kopenskih gomil potreben arteški izvir ali gejzir. Travertinske gomile najdemo tudi pod vodo, pogosto v slanih jezerih.[11]
- Razpokani grebeni nastanejo zaradi izvirskega izpusta vzdolž spojev ali prelomov. Te so lahko visoke preko 15 metrov in dolge 0,5 kilometra. Na splošno kažejo znake postopnega širjenja razpoke, ki je uravnotežen z odlaganjem travertina na steno razpoke.[12]
- Kaskadna nahajališča tvorijo nizi slapov.[13]
- Nasladišča jezov so podobna kaskadam, vendar imajo lokalno navpično kopičenje travertina, ki ustvarja ribnik ali jezero za kopičenjem travertina.[14]
- Travertin tvori različne vrste fluvialnih in jezerskih usedlin.[15]
- Paludalni (močvirski) nanosi so plitve akumulacije na slabo odcednih območjih.[16]
- Speleotemi so značilne "formacije" jam.[17]

## Pojavnost
Travertin najdemo na stotinah lokacij po vsem svetu. Tukaj je naveden samo vzorec pomembnih dogodkov.
Travertin najdemo v Tivoliju, 25 kilometrov vzhodno od Rima, kjer so travertin pridobivali vsaj 2000 let. Tivolski travertin je bil odložen v telesu, velikem 20 kvadratnih kilometrov na območju in v debelini 60 metrov vzdolž severnega preloma v bližini mirujočega vulkana Colli Albani. V tem nahajališču travertina je kamnolom Guidonia. Starodavno ime za ta kamen je bilo lapis tiburtinus, kar pomeni 'kamen tibur', ki se je postopoma pokvaril v travertino. Podrobne študije nahajališč travertina v Tivoliju in Guidoniji so razkrile dnevne in letne ritmične pasove in lamine, ki se lahko uporabljajo v geokronologiji. Nahajališča travertina najdemo na približno 100 drugih lokacijah v Italiji, vključno z Rapalinom blizu Pise.
Kaskade naravnih jezer, oblikovanih za travertinskimi jezovi, je mogoče videti v Pamukkalah v Turčiji, ki so na Unescovem seznamu svetovne dediščine. Drugi kraji s takšnimi kaskadami so Huanglong v provinci Sečuan na Kitajskem (še ena Unescova svetovna dediščina), Mammoth Hot Springs v Združenih državah, Egerszalók na Madžarskem, Mahallat, Abbass Abad, Ataš Kooh in Badab-e Surt v Iranu, Band-i-Amir v Afganistanu, Lagunas de Ruidera, Španija, Hierve el Agua, Oaxaca, Mehika in Semuc Champey, Gvatemala.
V srednjeevropskem zadnjem postglacialnem paleoklimatskem optimumu (atlantsko obdobje, 8000–5000 pr. n. št.) so iz kraških izvirov nastali ogromni nanosi lehnjaka. V manjšem obsegu ti kraški procesi še delujejo. Pomembni geotopi so v Švabski Juri, predvsem v dolinah na skrajnem severozahodnem grebenu Cueste; v številnih dolinah erodiranega obrobja kraške Frankovske Jure; in v severnem alpskem predgorju.
Dinarskokraški vodotoki, zlasti tisti v Bosni in Hercegovini ter na Hrvaškem, so znani po nastanku bogatih lehnjakovih nahajališč in z njimi povezanih pojavov, kot so lehnjakove in travertinske jame, rečni otočki, pregrade in slapovi. V Bosni in Hercegovini je z nanosi posebno bogata reka Una, prav tako Pliva, Trebižat, Buna, Bregava. Travertin je oblikoval 16 naravnih jezov v dolini na Hrvaškem, znani kot narodni park Plitviška jezera. Travertin, ki se oklepa mahu in skal v vodi, se je v več tisočletjih kopičil in oblikoval slapove do višine 70 m. Na Hrvaškem tudi Krka, Zrmanja s pritokom Krupa ter Kupa na Hrvaškem in v Sloveniji ter Krka v Sloveniji.
V Združenih državah Amerike je najbolj znano mesto za nastanek travertina narodni park Yellowstone, kjer so geotermalna območja bogata z nahajališči travertina. Wyoming ima travertine tudi v državnem parku Hot Springs v Thermopolisu. Oklahoma ima dva parka, posvečena temu naravnemu čudežu. Turnerjev slap, najvišji slap v Oklahomi, je 23 m visok slap izvirske vode, ki teče čez travertinsko jamo. Honey Creek napaja ta slap in ustvarja kilometre travertinskih polic navzgor in navzdol. Številni majhni slapovi navzgor v gostem gozdu ponavljajo učinek nastajanja travertina. Drug vir travertina je v Sulphurju v Oklahomi, 16 km vzhodno od Turnerjevih slapov. Travertine Creek teče skozi naravni rezervat izvirske vode znotraj meja nacionalnega rekreacijskega območja Chickasaw.
Austin v Teksasu in okoliška Hill Country na jugu je zgrajena na apnencu. Na tem območju je veliko travertinskih formacij, kot so tiste, ki jih najdemo pri Gorman Falls v državnem parku Colorado Bend. Viseče jezero v kanjonu Glenwood v Koloradu je nastalo z jezovi iz travertina čez izvirski potok. Travertinske postelje na tem območju so debele kar 12 m. Državni park Rifle Falls v Koloradu ima trojni slap nad travertinskim jezom.
Sistem Soda Dam Hot Spring v gorovju Jemez v Novi Mehiki je bil intenzivno raziskan zaradi njegove povezave z geotermalnim sistemom kaldere Valles. Vroča podzemna voda iz kaldere se je premikala vzdolž preloma Jemez in se mešala s hladnejšo podtalnico, preden je prišla na površje. Radiometrično datiranje travertinov kaže, da se je odlaganje začelo skoraj takoj po izbruhu kaldere Valles in da se na tem območju odlaganje začne pred 5000 leti. Nova vrsta ekstremofilne zelene alge Scenedesmus je bila prvič izolirana iz travertina Soda Dam.
Na Islandiji je bila reka Hvanná, ki leži na severnem bregu Eyjafjallajökulla, po izbruhih leta 2010 močno napolnjena s CO2. Travertin se je izločal ob reki.

## Uporaba
Travertin se pogosto uporablja kot gradbeni material. Običajno nima šibkih ravnin, zaradi visoke poroznosti pa je zaradi svoje trdnosti lahek, daje dobre toplotne in zvočne izolacijske lastnosti in omogoča razmeroma enostavno obdelavo. Gost travertin je odličen okrasni kamen, če je poliran.
Rimljani so kopali nahajališča travertina za gradnjo templjev, spomenikov, akvaduktov, kompleksov term in amfiteatrov, kot je Kolosej, največja zgradba na svetu, zgrajena večinoma iz travertina. V Italiji so dobro znani kamnolomi travertina v Tivoliju in Guidoniji Montecelio, kjer so najpomembnejši kamnolomi od starorimskih časov. Tivolski kamnolomi so dobavili travertin, iz katerega je Gian Lorenzo Bernini v letih 1656–1667 izbral material za gradnjo stebrišča na Trgu svetega Petra v Rimu (colonnato di Piazza S. Pietro). Michelangelo je prav tako izbral travertin kot material za zunanja rebra kupole bazilike svetega Petra. Travertin iz Tivolija je bil uporabljen pri kiparstvu večine Vodnjaka Trevi v Rimu v baročnem obdobju.
Travertin je ponovno postal priljubljen kot gradbeni material v srednjem veku. Osrednje nemško mesto Bad Langensalza ima ohranjeno srednjeveško staro mestno jedro, zgrajeno skoraj v celoti iz lokalnega travertina. Stavbe iz 20. stoletja, v katerih je v veliki meri uporabljal travertin, vključujejo [[baziliko Sacré-Cœur v Parizu, Getty Center v Los Angelesu v Kaliforniji in Shell-Hiša v Berlinu. Travertin za slednja je bil uvožen iz Tivolija in Guidonije.
Travertin je eden od številnih naravnih kamnov, ki se uporabljajo za tlakovanje teras in vrtnih poti. Včasih je znan kot travertinski apnenec ali travertinski marmor; gre za isti kamen, čeprav je travertin pravilno razvrščen kot vrsta apnenca, ne marmorja. Za kamen so značilne luknjičaste luknje in korita na površini. Čeprav se ta korita pojavljajo naravno, nakazujejo znake precejšnje obrabe skozi čas. Lahko se polira do gladkega, sijočega konca in je na voljo v različnih barvah od sive do koralno rdeče. Travertin je na voljo v velikostih ploščic za talne instalacije.
Travertin je eden najpogosteje uporabljenih kamnov v moderni arhitekturi. Običajno se uporablja za notranja tla, tla na zunanjih terasah, stene in strope spa, fasade in stenske obloge. Stene preddverja modernističnega Willis Towerja (1970) (prej Sears Tower) v Chicagu so narejene iz travertina. Arhitekt Welton Becket je pogosto vključil travertin v številne svoje projekte. Medicinski center Ronalda Reagana UCLA je obložen z več kot 3 milijoni funtov (približno 1360 ton) travertina Ambra Light iz kamnolomov Tivoli. Arhitekt Ludwig Mies van der Rohe je uporabil travertin v več svojih večjih delih, vključno s Toronto-Dominion Centre, S.R. Crown Hall, hiša Farnsworth in barcelonski paviljon. Kapitolij zvezne države New Mexico ima svojo rotundo, zaključeno s travertinom, pridobljenim iz nahajališča zahodno od Belena v Novi Mehiki. Kamen iz tega kamnoloma se uporablja tudi v zgradbah Univerze v Novi Mehiki.
- Grad Burghausen, najdaljši grad v Evropi, je star 1000 let in je zgrajen večinoma iz travertina
- Travertinske stene skupaj z umetniškimi keramičnimi mozaiki Wojciecha Fangorja na železniški postaji v Varšavi na Poljskem (1963)
- Posode iz travertina, najdene v jami El Tapesco del Diablo v Ocozocoautli, Chiapas, Mehika (600–900 n. št.)